# Con un ma e con un se
Con un ma e con un se è un singolo del cantautore italiano Nek, pubblicato il 20 aprile 1999 come quarto estratto dal quinto album in studio In due.

## Formazione
- Nek – voce, cori, basso
- Walter Sacripanti – batteria
- Massimo Varini – chitarra
- Luca Tosoni – pianoforte, Fender Rhodes
- David Sabiu – cembalo

## Classifiche
| Classifica (1999) | Posizione più alta |
| ----------------- | ------------------ |
| Austria           | 29                 |
| Germania          | 82                 |